# Physalaemus atlanticus
Physalaemus atlanticus és una espècie de granota que viu al Brasil.